# Велатура
Велатура е вид живописна технология. Представлява нанасяне на различни по нюанс полупрозрачни бои върху основния живописен слой. Придава мекота при изсветляването (когато е положена върху по-тъмна основа) и игра на светлината (когато основата трябва да прозира). Може да бъде декоративна или съществена част от живописното произведение. Използва се при всички образци на класическата живопис на Запад, както и в иконографията.